# Српска православна црква Светог Николе у Стејановцима
Српска православна црква Преноса моштију Светог Николе у Стејановцима, месту у општини Рума, подигнута је 1774. године и представља споменик културе од великог значаја.

## Изглед
Црква у Стејановцима посвећена је Преносу моштију Светог Николе, саграђена је као издужена једнобродна грађевина са петостраном апсидом, певничким нишама и призиданим звоником. Декоративне елементе зидних површина чине ниски сокл, пиластри и профилисани кровни венац.
Резбарена вишеспратна иконостасна конструкција потиче из 1801. године и дело је карловачког дрворезбара Марка Вујатовића. Канелирани стубови одвајају престоне иконе. На иконостасу преовлађују биљни мотиви винове лозе са грожђем, класје, храстово лишће са жиром и руже. Иконе су првобитно биле наручене од Јакова Орфелина 1803. године. Он је, међутим, умро веома брзо по закључењу уговора са Црквеном општином, па се – судећи према ликовном рукопису – иконе приписују Арси Теодоровићу. Петар Чортановић је 1846. године обновио иконостас и живописао унутрашњост цркве.
Конзерваторски радови су изведени 1998. године.